# Telipogon nirii
Telipogon nirii là một loài thực vật có hoa trong họ Lan. Loài này được Ackerman mô tả khoa học đầu tiên năm 2004.